# قرار مجلس الأمن التابع للأمم المتحدة رقم 61
نصّ قرار مجلس الأمن التابع للأمم المتحدة رقم 61، الصادر في 4 نوفمبر 1948، على أن تظل الهدنة التي نص عليها قرار مجلس الأمن رقم 54 سارية المفعول حتى يتم التوصل إلى تعديل سلمي للوضع المستقبلي لفلسطين. وتحقيقا لهذه الغاية، أمر المجلس بسحب القوات في المنطقة إلى المواقع التي كانت تحتلها في 14 تشرين الأول / أكتوبر مع تفويض الوسيط بالنيابة بإنشاء خطوط مؤقتة لا يمكن بعدها تحرك القوات. كما أصدر المجلس قرارًا بإنشاء مناطق محايدة من خلال المفاوضات بين الطرفين، أو في حالة فشل ذلك، بقرار من الوسيط بالنيابة.
كما عيّن القرار لجنة تتألف من الأعضاء الخمسة الدائمين في المجلس مع بلجيكا وكولومبيا لإسداء المشورة للوسيط بالنيابة، وفي حالة إخفاق أي من الطرفين أو امتثالهما للقرار، تقديم المشورة إلى المجلس بشأن التدابير الإضافية التي قد يكون من المناسب اتخاذها أن تتخذ بموجب الفصل السابع من الميثاق.
تم تبني القرار بأغلبية تسعة أصوات، وصوت واحد ضد (جمهورية أوكرانيا الاشتراكية السوفياتية)، في حين امتنع الاتحاد السوفياتي عن التصويت.

## روابط خارجية
- نص القرار في undocs.org